# Ľudovít Szabó
Ľudovít Szabó (* 24. dubna 1952) byl československý politik ze Slovenska maďarské národnosti a bezpartijní poslanec Sněmovny lidu Federálního shromáždění za normalizace.

## Biografie
K roku 1981 se profesně uvádí jako strojní zámečník. Ve volbách roku 1981 zasedl do Sněmovny lidu (volební obvod č. 147 - Komárno, Západoslovenský kraj). Mandát obhájil ve volbách roku 1986 (obvod Komárno). Ve Federálním shromáždění setrval do ledna 1990, kdy rezignoval v rámci procesu kooptací do Federálního shromáždění po sametové revoluci.